# 大辻康太
大辻　康太（おおつじ　こうた、1990年8月4日 - ）は、兵庫県播磨町出身の、日本の柔道選手である。組み手は左組み。得意技は背負投。階級は90 kg級。

## 経歴
柔道は小学校2年の時に播磨町柔道倶楽部で始めた。二見中学から桐蔭学園高校へ進むと、3年の時にインターハイ73kg級に出場するも、3回戦で敗れた。なお、高校時代の同期には西山大希がいた。2009年に埼玉大学へ進学すると、4年の時には学生体重別で優勝を飾った。この際に、先々に攻める柔道スタイルから繰り出される大内刈や小内刈はスピードがあり、また、背負投や一本背負投に入るタイミングもうまいと評された。2013年には日本エースサポート所属となった。81kg級ながら関東予選で優勝を果たして全日本選手権に出場するものの、初戦で綜合警備保障の小林大輔に合技で敗れた。2014年の講道館杯では90kg級で5位に入った。2015年11月の講道館杯では2回戦でロンドンオリンピック銅メダリストである新日鐵住金の西山将士を破るなどして決勝まで進むと、筑波大学4年の小林悠輔を指導3で破り、強化指定選手にも入っていない伏兵ながら初優勝を飾った。12月のグランドスラム・東京では2回戦でオランダの選手に敗れた。2018年9月には大学の1年後輩だった金子瑛美と結婚した。2019年4月からは桐蔭横浜大学の教員となった。また、夫婦揃って無差別の全日本柔道選手権出場を果たしたが、初戦で100kg級の選手である国士館大学3年の飯田健太郎に小外刈の有効で敗れた。

## 戦績
- 2010年 - 学生体重別　優勝(81kg級)
- 2014年 - 講道館杯　5位
- 2015年 - 講道館杯　優勝
- 2017年 - 実業団体2部　優勝
- 2019年 - 実業個人選手権　2位(100kg級)

(出典、JudoInside.com)。